# Organisation panhellénique de libération
L'Organisation panhellénique de libération (PAO), en grec moderne : Πανελλήνιος Απελευθερωτική Οργάνωσις / Panellínios Apeleftherotikí Orgánosis, est une organisation grecque de résistance clandestine contre l'occupation de la Grèce par l'Axe. Elle est fondée en 1941 par un groupe d'officiers de l'armée grecque, sous le nom de Défenseurs de la Grèce du Nord (en grec moderne : Υπερασπισταί Βορείου Ελλάδος / Yperaspistaí Voreíou Elládos) (YBE), employant des méthodes de résistance non violente. En 1943, l'YBE est rebaptisée Organisation panhellénique de libération et se tourne vers la lutte armée. En août de la même année, elle entre en conflit avec l'Armée populaire de libération de la Grèce (ELAS), une organisation de résistance dirigée par les communistes. Le PAO est vaincu dans la guerre civile qui suit et ce qu'il en reste se tourne vers la collaboration avec les Allemands. 

## Contexte
Le 28 octobre 1940, le royaume d'Italie déclare la guerre à la Grèce, espérant une victoire rapide, mais l'invasion échoue et les Italiens sont repoussés en Albanie. Alors que la guerre s'éternise, le 6 avril 1941, l'Allemagne est contrainte d'intervenir pour soutenir son allié en difficulté. La petite force grecque qui défend la ligne Metaxás, à la frontière gréco-bulgare, est vaincue par les Allemands, mieux équipés et numériquement supérieurs. La pénétration allemande en Grèce rend inutile toute résistance supplémentaire sur le front albanais, mettant ainsi fin à la bataille de Grèce, en faveur des puissances de l'Axe. La Grèce est soumise à une triple occupation par l'Allemagne, l'Italie et la Bulgarie. Contrairement à l'Italie et à l'Allemagne, la Bulgarie n'administre pas la Macédoine orientale et les parties de la Thrace occidentale qu'elle contrôle, par l'intermédiaire de collaborateurs grecs, mais annexe la région pour former la province de Belomorie. La langue bulgare est rendue obligatoire dans toutes les affaires administratives, ainsi que dans l'éducation et la liturgie. Les hommes d'affaires sont obligés d'accepter des partenaires bulgares ou même de remettre leurs biens sous contrôle bulgare. La Macédoine grecque, sous contrôle allemand, s'efforce également de promouvoir la bulgarisation en créant des clubs bulgares dans toutes les grandes villes. La première organisation de résistance, dans le nord de la Grèce, est fondée en mai 1941 ; Eleftheria (en français : Liberté) réunit des personnes de tout le spectre politique allant des communistes aux vénizélistes.
Le groupe est de courte durée, car des désaccords politiques internes et le travail des services de renseignement de l'Axe répriment ses activités, mais des bandes appartenant au Front de libération nationale (EAM), dirigé par les communistes, et à son Armée populaire de libération de la Grèce (ELAS), continuent à émerger dans la région.

## Activité
En juillet 1941, un groupe d'officiers de l'armée grecque fonde les Défenseurs de la Grèce du Nord (YBE), une organisation de résistance clandestine. Ses membres proviennent principalement de l'armée d'avant-guerre et de l'administration d'État encore en activité, et appartiennent politiquement à la droite, jurant leur loyauté au gouvernement grec en exil et au roi George II. Néanmoins, comme la plupart des groupes de résistance de l'époque, en 1943, il accepte de vagues références au socialisme d'après-guerre et accepte l'entrée de membres socialistes dans ses rangs,. 
L'organisation est un adversaire acharné de l'EAM-ELAS, d'autant plus que le Komintern a soutenu  avant la guerre (en), l'inclusion de la Macédoine grecque dans une plus grande Macédoine autonome, qui allait inévitablement tomber sous l'hégémonie yougoslave ou bulgare,.
L'YBE espère mettre fin à l'ingérence bulgare en Macédoine en prouvant sa loyauté aux autorités allemandes et en obtenant à son tour leur soutien. Leurs appels tombent dans l'oreille d'un sourd, les Allemands continuant à tolérer, voire à encourager les efforts bulgares. L'YBE se concentre alors sur l'exfiltration de combattants vers le Moyen-Orient, où ils peuvent rejoindre les Forces grecques libres du gouvernement grec en exil. En septembre, le soulèvement de Drama (en), dirigé par l'ELAS échoue et la population est soumise à des représailles massives. Des centaines de Grecs sont tués, des dizaines de villages sont rasés et des milliers de personnes sont réfugiées. La persistance de la résistance non violente de l'YBE s’avère impopulaire, lui coûtant de nombreuses défections. Au début de 1943, des agents du Special Operations Executive (SOE) britannique débarquent en Grèce pour exécuter l'opération Animals, une opération de diversion alliée. Les Britanniques cherchent également à favoriser l'expansion de la Ligue nationale démocratique grecque (EDES) de droite, en Épire, et de l'YBE en Macédoine, pour contrebalancer l'ELAS.
Dans le cadre de cet effort, les dirigeants de l'YBE acceptent d'embrasser la lutte armée, en formant des bandes de guérilla dans les zones rurales. Une augmentation parallèle des atrocités de l'Axe, après l'entrée des troupes bulgares en Macédoine occidentale, renforce leur décision. En juillet 1943, l'YBE est rebaptisée Organisation panhellénique de libération (PAO). Dans la région de Kilkís, le PAO est commandé par des membres de la gendarmerie grecque, Aiantas Tsamaloukas, Konstantinos Mitsou (en) et Isaac Bechlevanidis. Les unités de la région de Chalcidique sont placées sous le commandement du capitaine Thanasis Skordas et du lieutenant Vasilis Kiparissis respectivement. La force principale du PAO, composée du 19e bataillon, est dirigée par Spyros "Strymonas" Spiridis, stationné autour de Nigríta. La Thrace occidentale est le théâtre d'opérations de trois bandes, commandées par Panagiotis Koutridis, Giorgos Arvanitidis et Lefteris Tsaousidis Tsochos. La plupart des membres du PAO sont des Grecs pontiques occidentaux, qui s'étaient installés dans le nord de la Grèce à la suite de l'échange de population gréco-turc. Les unités macédoniennes de l'ELAS comprennent de nombreux Grecs pontiques orientaux, qui ont émigré en Grèce via l'Union soviétique et se sont laissés influencer par cette dernière dans leurs convictions politiques.
Cependant, dans le même temps, l'ELAS commence à désarmer, par la force, les petits groupes de guérilla non communistes et à les intégrer dans ses propres rangs ou à les dissoudre entièrement. L'ELAS justifie son action en accusant l'YBE et d'autres groupes de droite de collaborer avec les autorités d'occupation allemandes, une accusation dans laquelle, selon l'officier Chris Woodhouse du SOE, « il y avait une certaine justice [...] parce que les nationalistes grecs, comme Mihailović en Yougoslavie, considéraient les Allemands comme un ennemi moins sérieux que les Bulgares ou les communistes ». L'EAM-ELAS a toujours considéré avec méfiance tout groupe ne lui appartenant pas et les a accusés d'être des « collaborateurs », mais dans de nombreux cas, il s'agit d'une prophétie qui se réalise d'elle-même, car les attaques de l'EAM-ELAS, contre les groupes de droite forcent ceux qui restent de ces derniers à faire cause commune avec les Allemands contre l'EAM-ELAS,.
Par conséquent, dès la formation de l'OAP, les relations avec l'ELAS sont tendues et aucun effort n'est fait pour combiner leurs opérations. Le PAO parvient à obtenir le soutien des Grecs pontiques turcophones, qui entretiennent des réseaux de résistance indépendants et sont également anticommunistes. En août, les combattants de l'ELAS, dans la région de Kilkis, commencent à faire pression sur les insurgés du PAO pour qu'ils désarment. Lorsque l'ELAS applique la même tactique sur les Pontiens turcophones, ces derniers assassinent sept commandants régionaux de l'ELAS dans le village d'Imera, près de Kozani. À la fin du mois, le conflit entre les deux groupes se transforme en une guerre civile qui se poursuit jusqu'en décembre. L'ELAS parvient à détruire les unités armées du PAO, avant qu'elles ne réussissent à se regrouper en Chalcidique. En janvier 1944, le reste du PAO, composé de plusieurs centaines d'hommes, demande l'aide des autorités allemandes et ils sont reformés en unités collaborationnistes et anti-insurrectionnelles. Sous la direction allemande, le PAO participe aux opérations contre l'ELAS, tout en attaquant l'armée bulgare avec l'approbation tacite des Allemands. Dès lors, le PAO opère sous l'égide des bataillons de sécurité organisés par le gouvernement collaborationniste d'Athènes, commettant de nombreuses atrocités,. Ce n'est qu'en Macédoine orientale, qui se trouve à l'intérieur de la zone d'occupation bulgare, que les organisations de résistance nationalistes, principalement celle de Tsaous Anton, peuvent résister à l'ELAS. En juin 1944, renforcées par des officiers de l'OPA et de l'EDES, elles est la force dominante dans la région,.
L'ELAS demeure l'organisation de résistance dominante dans le reste de la Grèce du Nord, jusqu'à la fin de la guerre. Après le traité de Várkiza, les communistes sont considérablement affaiblis, tandis que l'armée et la gendarmerie grecques sont réformées par d'anciens membres des organisations de résistance anticommuniste, y compris d'anciens collaborateurs. Le conflit politique en Grèce se poursuit jusqu'à la fin de la guerre civile grecque, en 1949, lorsque les communistes sont vaincus,,.

## Sources
: document utilisé comme source pour la rédaction de cet article.
- (en) Peter D. Chimbos, « Greek Resistance 1941-45: Organization, Achievements and Contributions to Allied War Efforts Against the Axis Powers », International Journal of Comparative Sociology, vol. 40, no 2,‎ 1er janvier 1999, p. 251-269 (ISSN 0020-7152, e-ISSN 1745-2554, DOI 10.1177/002071529904000204, lire en ligne, consulté le 17 janvier 2021). .
- (en) David H. Close, The Origins of the Greek Civil War, Londres-New York, Addison-Wesley Longman, 1995, 268 p. (ISBN 978-0-5820-6471-3, lire en ligne). .
- (el) Hagen Fleischer, Στέμμα και σβάστικα, η Ελλάδα της Κατοχής και της Αντίστασης, 1941-1944 [« Couronne et svastika, Grèce de l'occupation et de la résistance 1941-1944 »], Athènes, Papazissis Ed.,‎ 1995 (ISBN 978-9-6002-1079-8). .
- (el) Tasos Hatzianastasiou, « Ο πρώτος γύρος του εμφυλίου πολέμου στη γερμανοκρατούμενη δυτική πλευρά του Στρυμόνα, Σεπτέμβριος-Δεκέμβριος 1943 [Le premier tour de la guerre civile dans la partie occidentale du Strymonas gouvernée par l'Allemagne, septembre-décembre 1943] », dans The Civil Wars: Local Aspects of the Greek Civil War,‎ 2001 (lire en ligne [PDF]), p. 173-188. .
- (en) Nikos Maratzidis, « Ethnic Identity, Memory and Political Behaviour: The Case of Turkish-Speaking Pontian Greeks », South European Society and Politics, vol. 5, no 3,‎ 2000, p. 56-69 (ISSN 1360-8746, DOI 10.1080/13608740508539614, lire en ligne, consulté le 17 janvier 2021). .
- (en) Yiannis Stefanidis, « Macedonia in the 1940s », Modern and Contemporary Macedonia, no 2,‎ 1992, p. 64-103 (www.macedonian-heritage.gr/VirtualLibrary/downloads/Stefan01.pdf [PDF], consulté le 17 janvier 2021). .
- (en) Christopher M. Woodhouse, The Struggle for Greece : 1941-1949, Londres, C. Hurst & Co. Publishers, 2002, 324 p. (ISBN 978-1-85065-492-6, lire en ligne). .

## Source de la traduction
- (en) Cet article est partiellement ou en totalité issu de l’article de Wikipédia en anglais intitulé « Panhellenic Liberation Organization » (voir la liste des auteurs).